# Người Albazin
Người Albazin (tiếng Nga: албазинцы, Tiếng Trung phồn thể: 阿爾巴津人, Tiếng Trung giản thể: 阿尔巴津人, phiên âm Hán Việt: A Nhĩ Ba Yân) là một trong số ít nhóm dân tộc thiểu số người Trung Quốc gốc Nga. Theo giả thuyết phổ biến nhất, những người Albazin ở Trung Quốc là hậu duệ của khoảng 50 người Nga Cossack đến từ Albazin ở bờ sông Amur được hoàng đế Khang Hi cho tái định cư vào Trung Quốc ở ngoại vi phía đông bắc của Bắc Kinh vào năm 1685.
Ngày nay, thống kê có khoảng 500 người Albazin ở Trung Quốc, chủ yếu sinh sống ở Bắc Kinh và Cáp Nhĩ Tân. Ngoài ra có một số ít cư trú tại Hô Luân Bối Nhĩ, Thượng Hải, Thiên Tân, Vũ Hán, Cẩm Châu, Bạch Thành, Trường Xuân. Hầu hết người Albazin là tín đồ Chính thống giáo Đông phương.

## Lịch sử

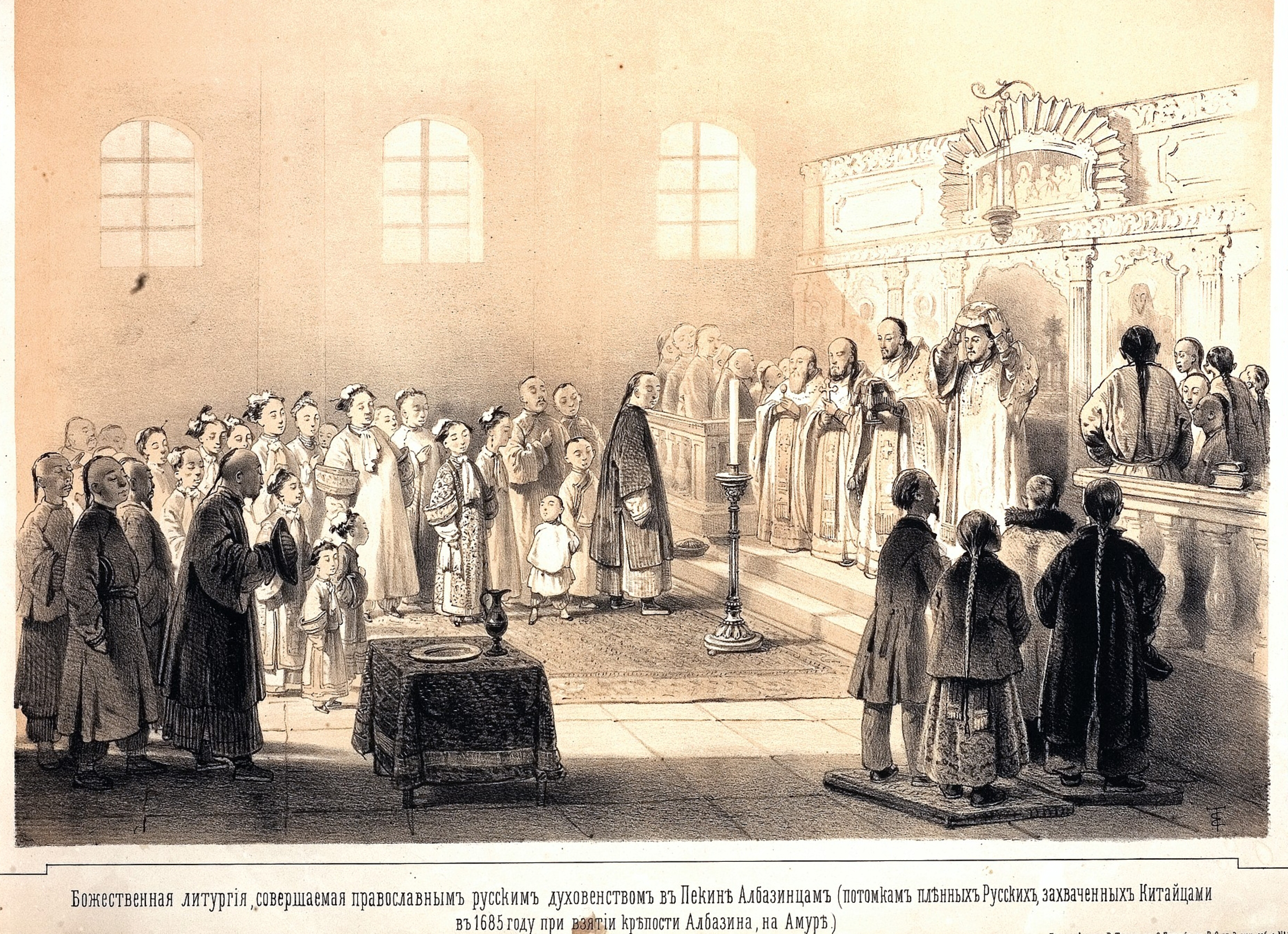
Phụng vụ người Albazin ở Bắc Kinh,
by Ivan Chmutov